# Berge (Dolna Saksonia)
Berge – miejscowość i gmina w Niemczech, w kraju związkowym Dolna Saksonia, w powiecie Osnabrück, wchodzi w skład gminy zbiorowej Fürstenau.

## Dzielnice
- Anten
- Berge
- Börstel
- Dalvers
- Grafeld
- Hekese